# Spatulifimbria castaneiceps
Spatulifimbria castaneiceps är en fjärilsart som beskrevs av George Francis Hampson 1892. Spatulifimbria castaneiceps ingår i släktet Spatulifimbria och familjen snigelspinnare. Inga underarter finns listade i Catalogue of Life.